# Josef Dominik z Lambergu
Josef Dominik František Kilián hrabě z Lambergu (německy Joseph Dominikus Franz Kilian Graf von Lamberg, 8. července 1680, Steyr – 30. srpna 1761, Pasov) byl rakouský šlechtic a duchovní.
Byl biskupem v Seckau (1712–1723) a knížetem-biskupem v Pasově (1723–1761). V roce 1737 získal hodnost kardinála. V pasovské diecézi proslul jako mecenáš umění, vědy a zadavatel četných staveb sakrální architektury. Navázal tak na dílo svého strýce Jana Filipa z Lambergu, pasovského biskupa v letech 1689–1712.

## Životopis

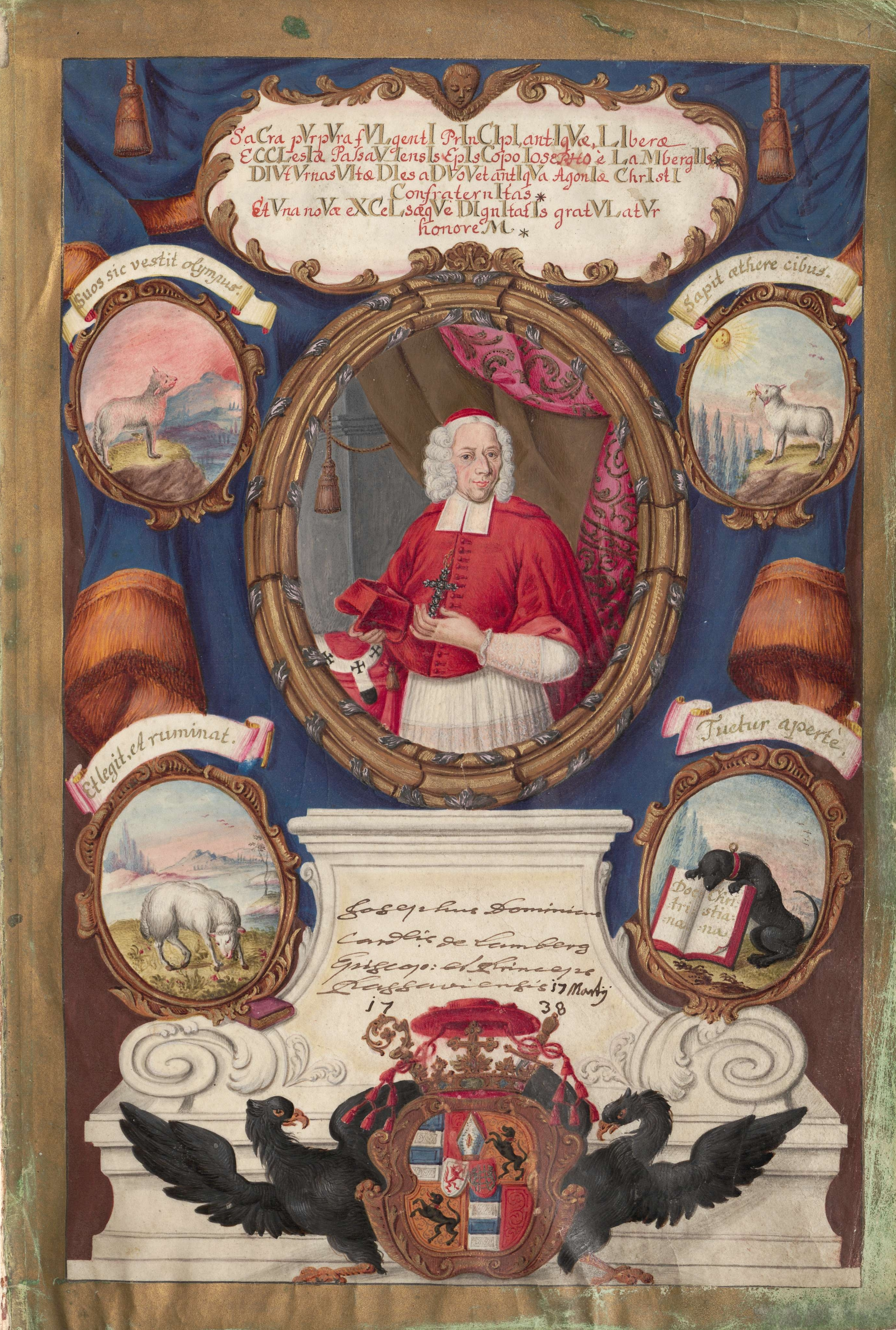
Alegorický portrét kardinála Lamberga z roku 1738

Pocházel ze starého šlechtického rodu Lambergů, byl synem hornorakouského zemského hejtmana Františka Josefa z Lambergu (1637–1712) a jeho manželky Anny Marie z Trauttmansdorffu (1642–1727). Začal studovat u jezuitů v Linzi, ale s jezuitským stylem vzdělávání nebyl spokojen, rodiče jej spolu se starším bratrem Františkem Antonínem vyslali do Říma. Po studiu na Collegio Clementino (1694–1697) podnikl kavalírskou cestu po italských státech, další fázi vzdělání absolvoval v Bologni (filozofie) a Besançonu (právo) a nakonec se vrátil do Říma, kde studoval teologii. 
V roce 1703 byl vysvěcen na kněze a poté pobýval u svého strýce, pasovského biskupa Jana Filipa z Lambergu. Stal se kanovníkem v Pasově (1703) a Salcburku (1707), v letech 1703–1712 zastával hodnost generálního vikáře v rakouských zemích.
Dne 13. března 1712 byl zvolen biskupem v Seckau, ve funkci byl potvrzen papežem v červenci téhož roku a biskupské svěcení přijal od salcburského arcibiskupa Františka Antonína Harracha. V letech 1723–1761 byl knížetem-biskupem v Pasově. Bez souhlasu pasovské kapituly postoupil část území diecéze pro nově vzniklé vídeňské arcibiskupství, náhradou se mu podařilo zbavit dosud přetrvávající závislosti na salcburské arcidiecézi. Po pasovské diecézi vykonal přes sto vizitačních cest, věnoval se rozvoji školství a rozšiřoval knihovnu v biskupské rezidenci. Navázal také na aktivity svého strýce Jana Filipa z Lambergu v oblasti podpory umění a v barokním a rokokovém slohu nechal přestavět řadu kostelů. V roce 1737 byl jmenován kardinálem, kardinálský klobouk obdržel fakticky až v roce 1740. V roce 1738 byl nominován do funkce císařského vyslance ve Vatikánu, úřad ale odmítl. Konkláve v letech 1740 a 1758 se nezúčastnil.
Josef Dominik z Lambergu zemřel 30. srpna 1761 v Pasově a byl pohřben v tamní katedrále sv. Štěpána.
Jeho starší bratr Leopold Matyáš Lamberg (1667–1711) byl dvořanem císaře Josefa I., zastával funkci císařského nejvyššího štolby a v roce 1707 získal titul knížete. 
Dědicem knížecího titulu byl další bratr František Antonín (1678–1759), který v dynastických válkách 18. století dosáhl hodnosti generála a později také zastával funkce u dvora.